# Pepsiman (jogo eletrônico)
Pepsiman (ペプシマン, Pepushiman) é um jogo eletrônico de ação desenvolvido e publicado pela KID. Foi lançado no Japão em 4 de março de 1999 exclusivamente para PlayStation. É baseado no mascote Pepsiman da versão japonesa da marca de refrigerantes norte-americana Pepsi. No jogo, o jogador precisa desviar de obstáculos correndo, deslizando e pulando, ao mesmo tempo que o personagem principal corre automaticamente em cada uma de suas fases.
Pepsiman foi desenvolvido com um orçamento baixo, levando a decisão de fazer vídeos entre as fases que mostram um homem bebendo Pepsi, pois eram baratos de serem produzidos. O jogo também apresenta cutscenes 3D, para as quais o futuro escritor de romance visual Kotaro Uchikoshi criou modelos com estas dimensões. Embora uma editora norte-americana tenha procurado adquirir os direitos para publicar o jogo nos Estados Unidos, ele permaneceu exclusivo no Japão.
Os revisores frequentemente compararam Pepsiman a outros jogos, incluindo Crash Bandicoot, e comentaram sobre sua simplicidade e seu preço, que era considerado baixo. Um escritor da revista Complex o incluiu em uma lista de jogos baseados em empresas que "não são ruins", comentando que o jogo não é necessariamente ruim, desde que o jogador possa tolerar a grande quantidade de propaganda nele. De acordo com Uchikoshi, as vendas de Pepsiman não foram boas.

## Jogabilidade

Captura de tela de Pepsiman. Aqui, o personagem principal está pulando em um cruzamento na tentativa de evitar um carro em movimento

Pepsiman é um jogo eletrônico de ação com elementos de corrida interminável que consiste em quatro estágios, cada um dividido em segmentos menores. O jogo apresenta o super-herói Pepsiman, que tem como objetivo salvar uma pessoa que está desidratada, incluindo um militar no meio de um deserto, dando-lhe uma lata de Pepsi. As três primeiras fases são baseadas em locais reais, São Francisco, Nova Iorque e Texas. A última acontece em Pepsi City. A jogabilidade é mostrada a partir de uma perspectiva em terceira pessoa, com Pepsiman correndo automaticamente pelas fases, às vezes passando por casas e outras construções. O jogador assume o controle do próprio Pepsiman, com o objetivo de desviar de obstáculos, como carros, guindastes e pessoas, bem como empecilhos de propriedade da marca Pepsi. O jogador pode correr, deslizar, pular e realizar um super pulo, e ganha pontos ao coletar latas de Pepsi.
Em algumas fases, a cabeça de Pepsiman fica presa dentro de um tambor de aço, que inverte os controles, e em outras, ele anda de skate, o que exige que o jogador evite todos os obstáculos. Ao longo de cada fase há vários checkpoints; se Pepsiman for atingido  muitas vezes por obstáculos, o jogador é obrigado a reiniciar a partir do último checkpoint. Cada fase termina com Pepsiman sendo perseguido por um objeto, como uma lata gigante de Pepsi. Entre as fases, o jogador assiste vídeos de um homem norte-americano (interpretado por Mike Butters) bebendo Pepsi, e comendo batatas fritas e pizza enquanto assiste Pepsiman na TV.

## Antecedentes e desenvolvimento
Pepsiman é baseado no mascote da Pepsi com o mesmo nome, que foi criado para a filial japonesa da empresa. O personagem, cuja história fictícia diz que ele costumava ser um cientista que se transformou em um super-herói depois de entrar em contato com a "Holy Pepsi", foi apresentado em comerciais japoneses da Pepsi e na versão japonesa do jogo eletrônico Fighting Vipers; ele se tornou popular no Japão, gerando personagens relacionados como Lemon Pepsiman e Pepsiwoman, e a Pepsi decidiu promover o personagem com um jogo.
O jogo foi produzido pela desenvolvedora japonesa de jogos eletrônicos KID. Foi feito com um orçamento baixo, o que levou à decisão de fazer cenas de vídeo com o ator Mike Butters bebendo Pepsi, já que eram baratas de serem produzidas. O jogo também usa cutscenes 3D, que foram modeladas por Kotaro Uchikoshi, que mais tarde seria um escritor de cenários para romances visuais na KID. Este foi o primeiro trabalho de Uchikoshi; ele havia sido contratado para planejar adaptações de jogos de tabuleiro para jogos eletrônicos, mas acabou fazendo parte do desenvolvimento de Pepsiman, que já estava em andamento quando ele se juntou à KID em 1998. O jogo foi lançado no Japão pela KID exclusivamente para PlayStation em 4 de março de 1999; enquanto uma editora americana procurava adquirir os direitos para publicar o jogo nos Estados Unidos, ele permaneceu exclusivo em território japonês. Apesar disso, Pepsiman é totalmente em inglês, não em japonês (embora com legendas em japonês para diálogos). De acordo com Uchikoshi, o jogo não vendeu bem.
Em 2019, Pepsiman foi apresentado em um episódio da websérie de comédia de James Rolfe, Angry Video Game Nerd, no qual Butters reprisou seu papel nas cutscenes do jogo. A trilha sonora do título recebeu um lançamento em vinil em 2020 pela gravadora europeia Chipped Records.

## Recepção
Escritores da Famitsu chamaram o jogo de "super-simples", comparando-o com Metro-Cross e Paperboy, e chamando-o de uma versão simplificada de Crash Bandicoot. Outros fizeram comentários semelhantes. Um revisor da IGN também o comparou a Crash Bandicoot, descreveu sua jogabilidade como "simplista [e] baseada em memorização de rotas", e disse que o jogo seria lembrado por sua "premissa extremamente bizarra". Ele ainda opinou que Pepsiman não era ruim e que valia o preço, que considerou ser baixo. James Mielke, da GameSpot, chamou o jogo de uma "pequena distração bacana" e disse que a jogabilidade era semelhante à "dinâmica de jogos da velha guarda do passado". Ele comentou sobre seu baixo preço, mas disse que era difícil encontrar importações do título. A revista Gamers' Republic classificou o jogo com uma nota B−. Mais tarde, ela o listou em seu Video Game Buyers Guide and Y2K Preview de 1999 como um dos melhores jogos para importar do Japão naquele ano.
Em 2011, Allistair Pinsof, da Destructoid, revisou o jogo, chamando-o de uma mistura entre Paperboy e Muscle March em termos de complexidade e ritmo, e comparando a jogabilidade com Crash Bandicoot. Ele achou que ele era "um espetáculo tão gloriosamente retorcido e encantador" que seria difícil não gostar. Pinsof continuou dizendo que a principal razão para jogá-lo é a sua "pura loucura", comentando que o jogo é "obcecado" com a América e retrata os americanos como "caipiras anti-higiênicos" de uma maneira que não deixa claro se é uma auto-paródia consciente ou não. Ele concluiu dizendo que o jogo é engraçado, mas não ótimo, e que a premissa ridícula e sua grande quantidade de pequenos detalhes o torna "encantadoramente morto". Em 2013, Justin Amirkhani, da Complex, incluiu Pepsiman em uma lista de jogos eletrônicos baseados em empresas que "não são ruins", dizendo que, embora os gráficos do jogo não tivessem envelhecido bem, era mecanicamente muito semelhante a Temple Run, que Amirkhani chamou-o de seu jogo favorito do iOS. Ele concluiu dizendo que Pepsiman não é um jogo ruim para pessoas com reflexos rápidos, desde que possam suportar a grande quantidade de publicidade que existe dentro dele; ele afirmou que o jogo foi o advergame com a maior quantidade de "logos por segundo".
Em 2015, a revista Retro Gamer classificou Pepsiman na 18.ª posição em sua lista dos "20 melhores jogos de PlayStation que você nunca jogou".